# Józef (Bosakow)
Józef, imię świeckie Iwan Błagoew Bosakow (ur. 6 grudnia 1942 w Sławonicy) – bułgarski biskup prawosławny. 

## Życiorys
W 1956 rozpoczął naukę w seminarium duchownym w Sofii, które w 1961 ukończył. Następnie w 1966 podjął wyższe studia teologiczne w Akademii Duchownej św. Klemensa z Ochrydy w Sofii, które ukończył w 1970. 12 kwietnia 1970 w Monasterze Trojańskim złożył wieczyste śluby mnisze przed metropolitą łoweckim Maksymem. 3 maja tego samego roku ten sam hierarcha wyświęcił go na hierodiakona, zaś 27 grudnia 1970 – na hieromnicha. W 1973 wyjechał do ZSRR na specjalistyczne studia teologiczne w Moskiewskiej Akademii Duchownej. W 1973 otrzymał godność archimandryty. 
7 grudnia 1980 w soborze św. Aleksandra Newskiego w Sofii został wyświęcony na biskupa welickiego, wikariusza eparchii sofijskiej. Do 1982 był także przełożonym Monasteru Trojańskiego. Od 1983 do 1986 był locum tenens eparchii akrońskiej Bułgarskiego Kościoła Prawosławnego, zaś po jej połączeniu z eparchią nowojorską stanął na czele nowo powołanej metropolii amerykańskiej i australijskiej. Od 2001 nosi tytuł metropolity amerykańskiego, kanadyjskiego i australijskiego. 
W 2008 w liście otwartym przyznał się do współpracy ze służbami bezpieczeństwa komunistycznej Bułgarii. Był to pierwszy przypadek takiej dobrowolnej deklaracji ze strony bułgarskiego duchownego prawosławnego.